# Catocala delilah
Catocala delilah är en fjärilsart som beskrevs av John Kern Strecker 1874. Catocala delilah ingår i släktet Catocala och familjen nattflyn. Inga underarter finns listade i Catalogue of Life.

## Bildgalleri

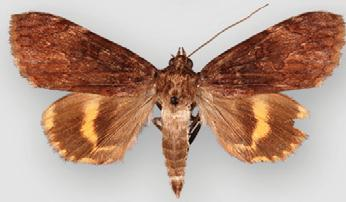
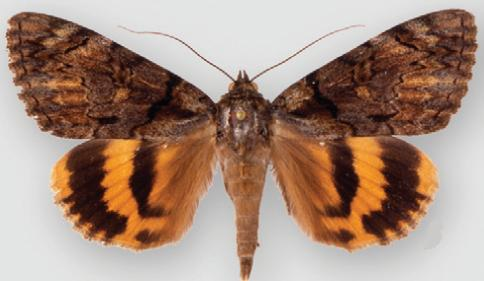
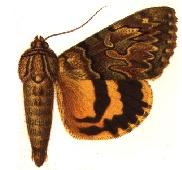
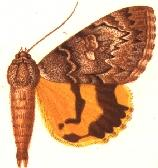